# Стад Ахіль Гаммерель
Стад Ахіль Гаммерель (люксемб. Stade Achille-Hammerel) — футбольний стадіон у місті Люксембург, Люксембург. 

## Загальні відомості
Стад Ахіль Гаммерель до спорудження «Стад де Люксембург» був найбільшим футбольним стадіоном у Люксембурзі, оскільки розрахований на 5 814 сидячих місць, з яких 814 — під накриттям. Стадіон є домашньою ареною для футбольного клубу «Расінг», який виступає в Національному футбольному дивізіоні. До 2005 року був домашнім стадіоном для клубу «Уніон».  
6 червня 1971 року на стадіоні відбувся перший концерт «Deep Purple» у Люксембурзі.

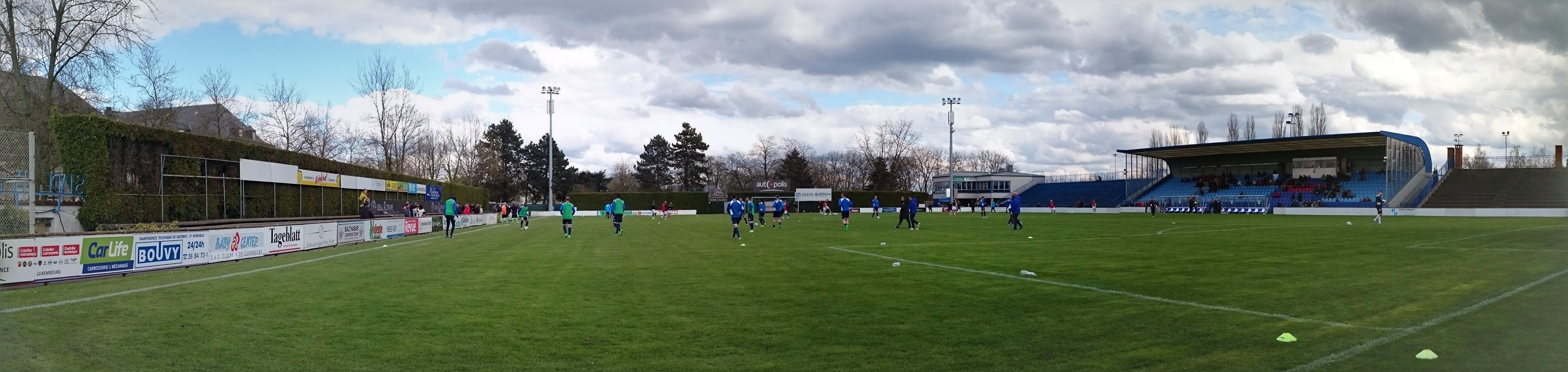